# Okuro Oikawa
Okurō Oikawa (及川奥郎, * 1896; † 1970) war ein japanischer Astronom.
Oikawa arbeitete am Astronomischen Observatorium von Tokio, wo er – Ende der 20er Jahre – unter anderem acht Asteroiden entdeckte. Er war der erste Japaner, dem die Entdeckung eines Asteroiden gelang. Ihm selbst ist der Asteroid (2667) Oikawa gewidmet.